# Ignazio Fumagalli
Ignazio Fumagalli (Milano, 1778 – Milano, 1842) è stato un pittore e incisore italiano.

## Biografia
Formatosi presso l'Accademia di Brera (insieme a Paolo Fumagalli, con il quale non aveva vincoli di parentela), della quale fu anche segretario dal 1817 fino alla morte, affiancò alla carriera artistica quella didattica, avendo ricoperto per alcuni anni la cattedra di Estetica nella medesima accademia, e di critico d'arte, avendo collaborato negli anni Trenta alla rivista Biblioteca Italiana. Sposato con Marianna Bernasconi, fu padre di Michelangelo.

## Attività artistica
Fumagalli è ricordato principalmente come incisore. Sue furono alcune incisioni inserite nel volume Viaggio pittorico e storico ai tre laghi Maggiore, di Lugano e Como di Friedrich e Carolina Lose. Molti suoi lavori sono conservati presso la Civica Raccolta di incisioni di Villa Reale a Monza.
Modellò inoltre due statue (San Bartolomeo e Sant'Ezechiele) per il Duomo di Milano.

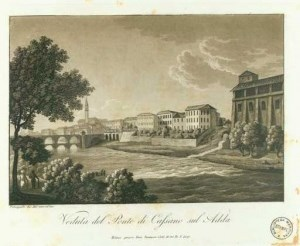
Veduta del ponte di Cassano d'Adda (1823)
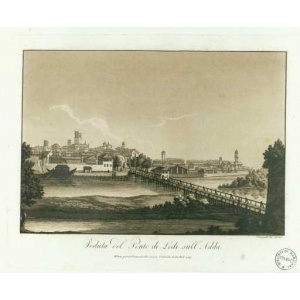
Veduta del ponte di Lodi sull'Adda (1823)

## Carriera accademica e pubblicazioni
Fumagalli, oltre ad essere stato segretario e docente presso l'Accademia di Brera, fu dalla stessa incaricato per diversi anni della stesura dei discorsi annuali di inaugurazione. Oltre che di queste pubblicazioni, fu autore del saggio Scuola di Lionardo da Vinci in Lombardia o sia Raccolta di varie opere eseguite dagli allievi e imitatori di quel gran maestro disegnate, incise e descritte da Ignazio Fumagalli.

## Ritratti di Ignazio Fumagalli

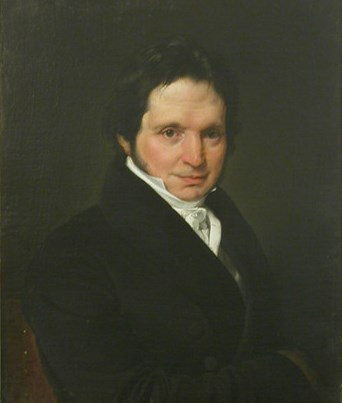
Francesco Hayez, Ritratto di Ignazio Fumagalli (1830)

Di Fumagalli si ricordano in particolare due ritratti: il primo, eseguito nel 1830 da Francesco Hayez, conservato presso la Galleria d'arte moderna di Milano; il secondo, eseguito dal russo Karl Brjullov nel 1834 e conservato nella Pinacoteca di Brera. Del rapporto fra Fumagalli e il Brjullov si sa che il primo fu tra i pochi accademici milanesi a dare un giudizio positivo su Gli ultimi giorni di Pompei, la più celebre opera del pittore russo, la quale, in una sorta di tournée per l'Italia e per l'Europa, fu esposta nel 1833 anche all'Accademia di Brera, ricevendo grandi elogi dalla stampa e dal pubblico, ma al contempo pesanti stroncature da parte degli esponenti dell'ambiente accademico milanese.